# Neopetrosia dominicana
Neopetrosia dominicana är en svampdjursart som först beskrevs av Gustavo Pulitzer-Finali 1986.  Neopetrosia dominicana ingår i släktet Neopetrosia och familjen Petrosiidae.
Artens utbredningsområde är Dominikanska republiken. Inga underarter finns listade i Catalogue of Life.